# 크림반도의 트롤리버스

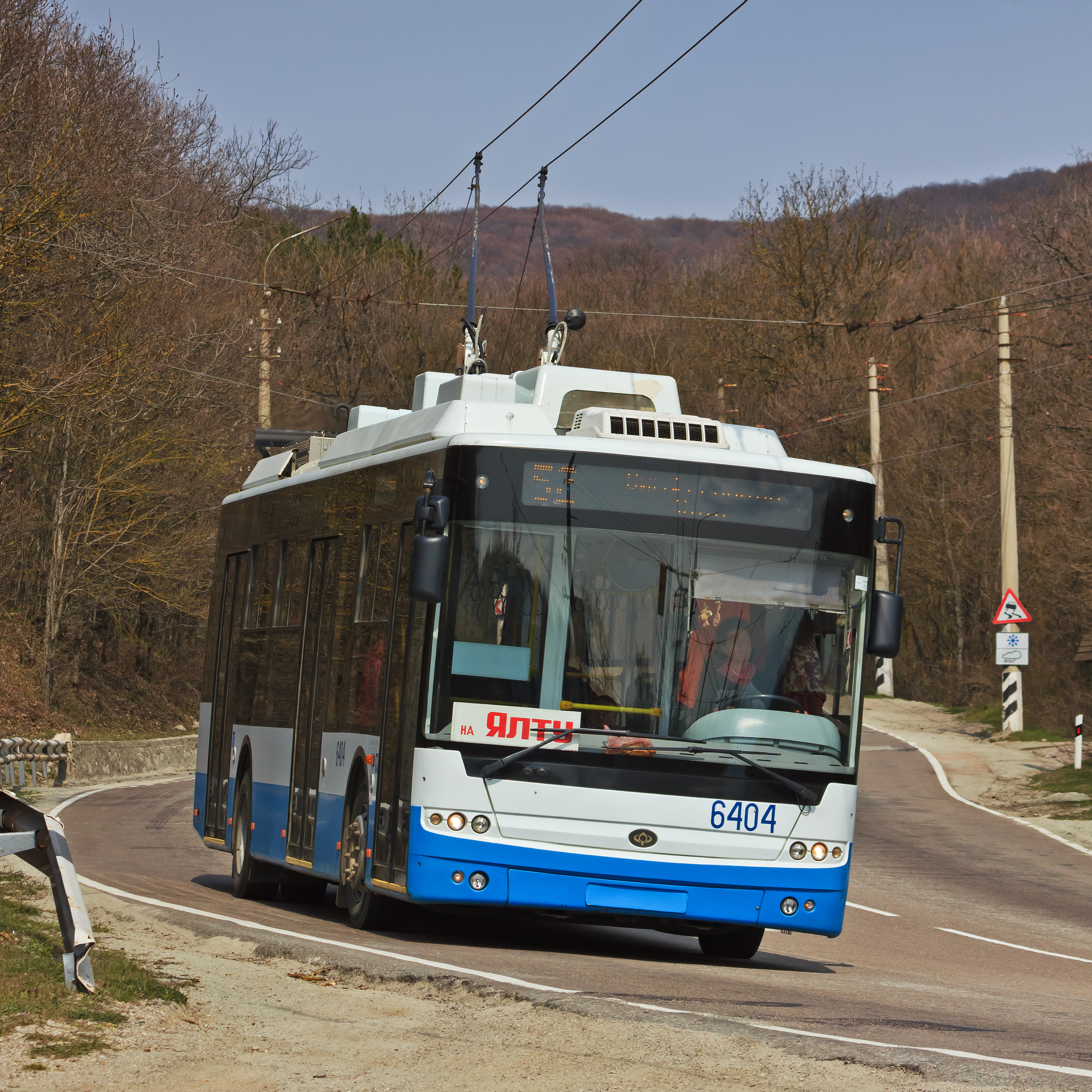
시외노선 52번 심페로폴 ~ 알루시타 ~ 얄타 구간에서 운행중인 보그단(Bogdan) T601-11 트롤리버스

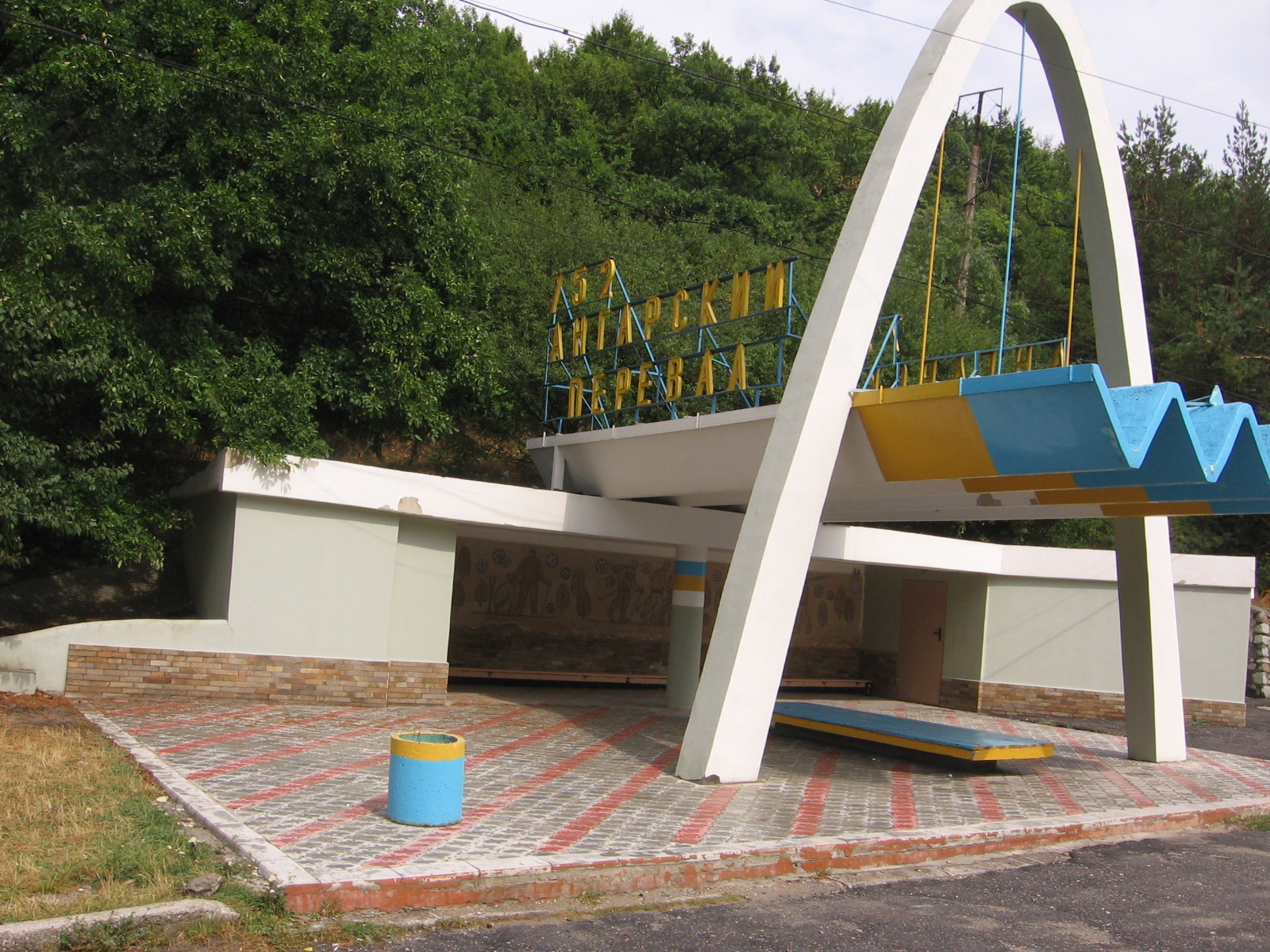
앙가르스키 고개(752m)의 트롤리버스 차고(車庫)

크림반도의 트롤리버스(~半島~, 러시아어: Крымский троллейбус; 우크라이나어: Кримський тролейбус;  크림 타타르어: Qırım trolleybusı)는 크림반도의 트롤리버스 노선으로, 세계에서 가장 길다. 길이는 86km이며, 크림반도의 중심 도시인 심페로폴과 흑해 해안 도시 얄타를 잇는다.
공영(公營) 크림 트롤리버스 교통회사에서 운영하는 이 노선은 1959년 우크라이나 소비에트 사회주의 공화국에서 세워졌으며, 심페로폴에서 산을 넘어 해안으로 가는 철도 노선을 확장하는 데 대한 대안적 목적으로 세워졌다. 1959년에 심페로폴 ~ 알루시타 구간, 1961년에 알루시타 ~ 얄타 구간이 개통되었다. 알루시타까지는 90분, 얄타까지는 150분이 소요되며, 요금은 15 흐리우냐였다가, 러시아에 합병된 2014년 3월 이후에는 58 루블이다.